# 婺州
婺州，中国古代的州。
隋朝开皇九年（589年）置，治所在金华县（今浙江省金华市）。辖境约今浙江省金华、兰溪、永康、义乌、武义、衢州、开化、常山、东阳、江山、浦江和江西省玉山等市县地。大业初年，改为东阳郡。唐朝初年复为婺州，并析置衢州。辖境缩小至今金华、兰溪、永康、义乌、武义、浦江、东阳等市县地。天宝元年（742年）又改东阳郡。乾元元年（758年）复为婺州。五代十国时，属吴越国。北宋时属两浙路。南宋属两浙东路。元朝至元十三年（1276年），升为婺州路。 
| 唐朝婺州辖县 | 唐朝婺州辖县                                                                 |
| ------------ | ---------------------------------------------------------------------------- |
| 618年        | 金华县、永康县、乌伤县、信安县                                               |
| 621年        | 金华县（新设长山县，永康县改属丽州，乌伤县改属稠州，信安县改属衢州）         |
| 624年        | 金华县、长山县（乌伤县来属，改名义乌县）                                     |
| 625年        | 金华县、义乌县（废除长山县，永康县、信安县来属）                             |
| 634年        | 金华县、义乌县、永康县、信安县（新设龙丘县）                                 |
| 674年        | 金华县、义乌县、永康县、信安县、龙丘县（新设兰溪县、常山县）                 |
| 686年        | 金华县、义乌县、永康县、兰溪县（新设东阳县，信安县、龙丘县、常山县改属衢州） |
| 688年        | 金华县（改名金山县）、义乌县、永康县、兰溪县、东阳县                         |
| 691年        | 金山县、义乌县、永康县、兰溪县、东阳县（新设武义县）                         |
| 705年        | 金山县（改名金华县）、义乌县、永康县、兰溪县、东阳县、武义县                 |
| 754年        | 金华县、义乌县、永康县、兰溪县、东阳县、武义县（新设浦阳县）                 |
| 761年        | 金华县、义乌县、永康县、兰溪县、东阳县、武义县（改名武成县）、浦阳县         |
| 906年        | 金华县、义乌县、永康县、兰溪县、东阳县、武成县（改名武义县）、浦阳县         |

## 刺史
| 唐朝婺州刺史 - 党孝安（武德年间） - 独孤义恭（贞观初年） - 李元则（贞观初年） - 李子和（637年） - 厉文才（贞观年间） - 裴爽（贞观年间） - 赵行德（贞观年间） - 崔义玄（650年—653年） - 柳範（唐高宗前期） - 豆卢某（669年） - 李思贞（684年） - 裴延昕（唐高宗、武后时） - 沈伯仪（689年） - 豆卢钦望（692年） - 封言道（692年—694年） - 王豫（武周时） - 窦怀玉（武周、唐中宗时） - 屈突季将（唐中宗时） - 李思忠（唐中宗、唐睿宗时） - 崔日用（710年） - 李景祐（唐睿宗时） - 朱崇庆（开元初年） - 陈思齐（开元前期） - 王上客（728年） - 郑谔（732年） - 郑杳（开元年间） - 卢广微（开元年间） - 张愿（开元末年） - 东阳郡太守 | - 薛某（乾元年间） - 韦之晋（761年） - 卢沄（唐代宗初年） - 李琬（唐代宗初年） - 李长（大历初年） - 韦友信（大历初年） - 阎伯玙（770年） - 李纾（777年） - 邓珽（建中年间） - 严士良（贞元初年） - 李衡（787年—788年） - 赵某（789年—790年） - 柳冕（793年—797年） - 裴垍（贞元年间） - 阎济美（贞元末年） - 元锡（811年—813年） - 范敭（813年） - 王仲舒（814年—818年） - 柏耆（长庆、宝历年间） - 窦庠（828年—830年） - 敬昕（833年） - 薛膺（835年） - 李中敏（840年） - 夏侯孜（大中初年） - 南卓（849年—850年） - 温璋（852年） - 李蠙（857年） - 杨发（858年） - 李弘让（大中年间） - 萧某（大中年间） | - 裴闵（861年） - 裴翻（867年） - 孙奭（871年之前） - 薛洿（873年） - 苏粹（咸通、乾符年间） - 郑镒（877年—879年） - 王慥（乾符、广明年间） - 黄碣（883年—884年） - 蒋瓌（884年—892年） - 王坛（892年—900年） - 沈夏（900年—905年） - 陈璋（905年—906年） - 钱镖（906年—907年） - 韦建中 - 陆翘 - 鲜梓 |